# Rame (papeterie)

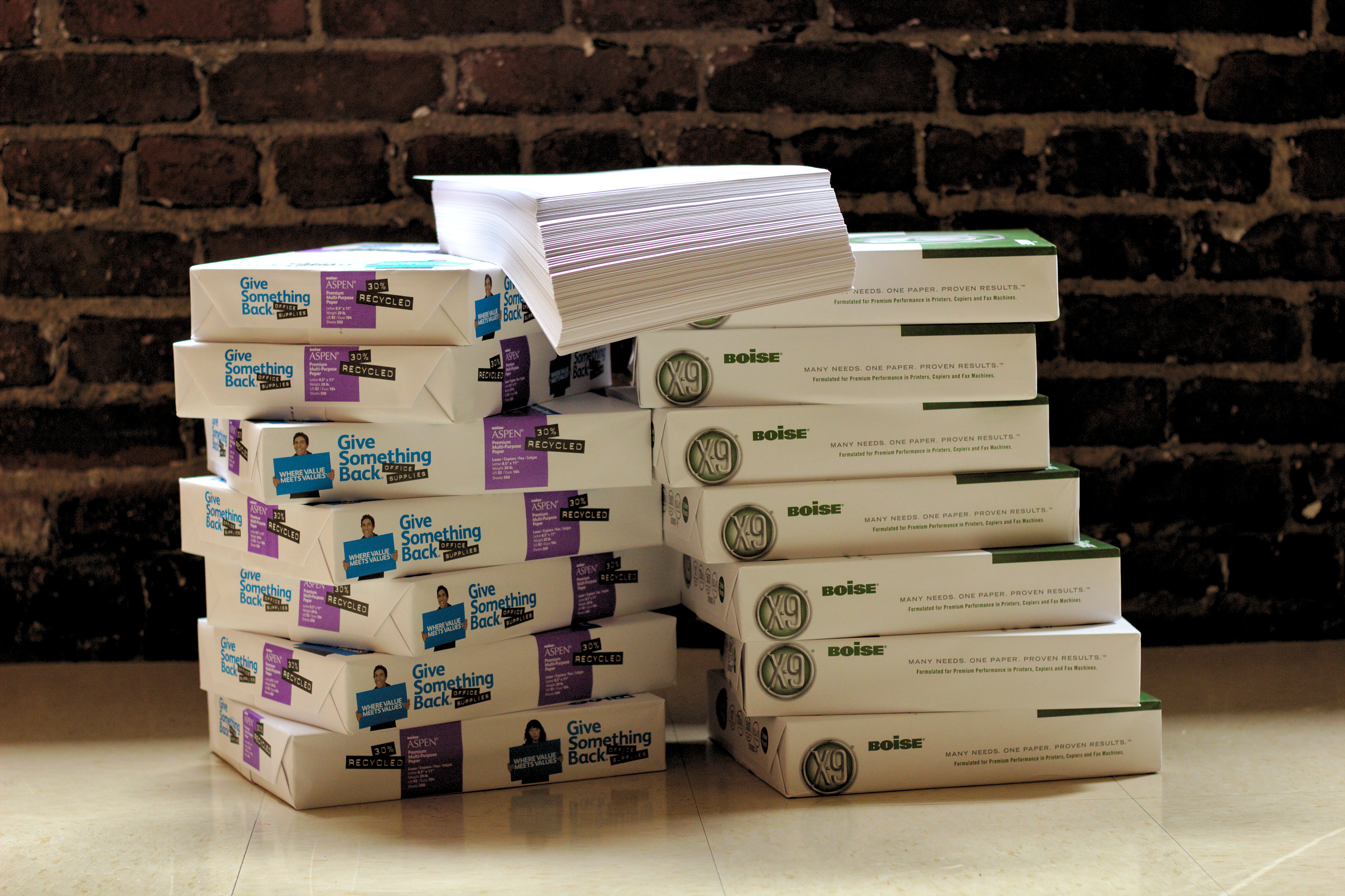
15 rames de papier.

La rame est une unité de mesure traditionnelle pour compter les feuilles de papier. Une rame est une réunion de vingt mains de papier. À son tour, une main de papier est une réunion de vingt-cinq feuilles de papier, donc une rame est constituée de 500 feuilles de papier. 